# Leo Pantocsek
Leo Valent Pantocsek (Pantotsek) (* 1812 in Kielce, Herzogtum Warschau; † 11. September 1893 in Zlatnó, Königreich Ungarn) war ein ungarischer Chemiker und Fotopionier.

## Leben
Leo Valent Pantocsek studierte in Pest Medizin, war aber nicht als Arzt tätig. Er arbeitete als Chemiker in der Glasfabrik J.G.Zahn in Slatnó. Im damaligen Ungarn beschäftigte er sich als Erster in den 1840er Jahren mit Daguerreotypie und in den folgenden Jahren mit Fotografie. Im Jahr 1849 erfand er die Hyaloplastik. In der Glaserzeugung erzielte er große Erfolge bei der Erzeugung von weißem und farbigem Glas sowie von Spiegeln. So stellte er auch Glasmünzen her. Für diese Entwicklung erhielt er bei der Weltausstellung Paris 1889 die Goldmedaille.
Pantocsek war der Onkel des Botanikers und ebenfalls Fotopioniers Jozef Pantocsek.

## Werke
- Aquae minerales Alsó-Sebesienses, medizinische Dissertation, Pest, 1843.